# 卡萨斯德尔卡斯塔尼亚尔
卡萨斯德尔卡斯塔尼亚尔，是西班牙埃斯特雷马杜拉卡塞雷斯省的一个市镇。总面积25平方公里，总人口688人（2001年），人口密度28人/平方公里。